# آلان هارداكر
آلان هارداكر ر إ ب (29 يوليو 1912 – 4 مارس 1980) كان مدير دوري كرة القدم الإنجليزية، وضابطًا في البحرية الملكية في زمن الحرب، وكان لاعب كرة قدم هاوًا سابقًا. ولد في هال، يوركشاير، الابن الثاني لجون وإيما، والشقيق الأصغر لإرنست.

## التكريمات
في 12 يونيو 1971، حصل على وسام الإمبراطورية البريطانية (القسم المدني) تقديراً لخدماته في الدوري.